# Driehoekstraat

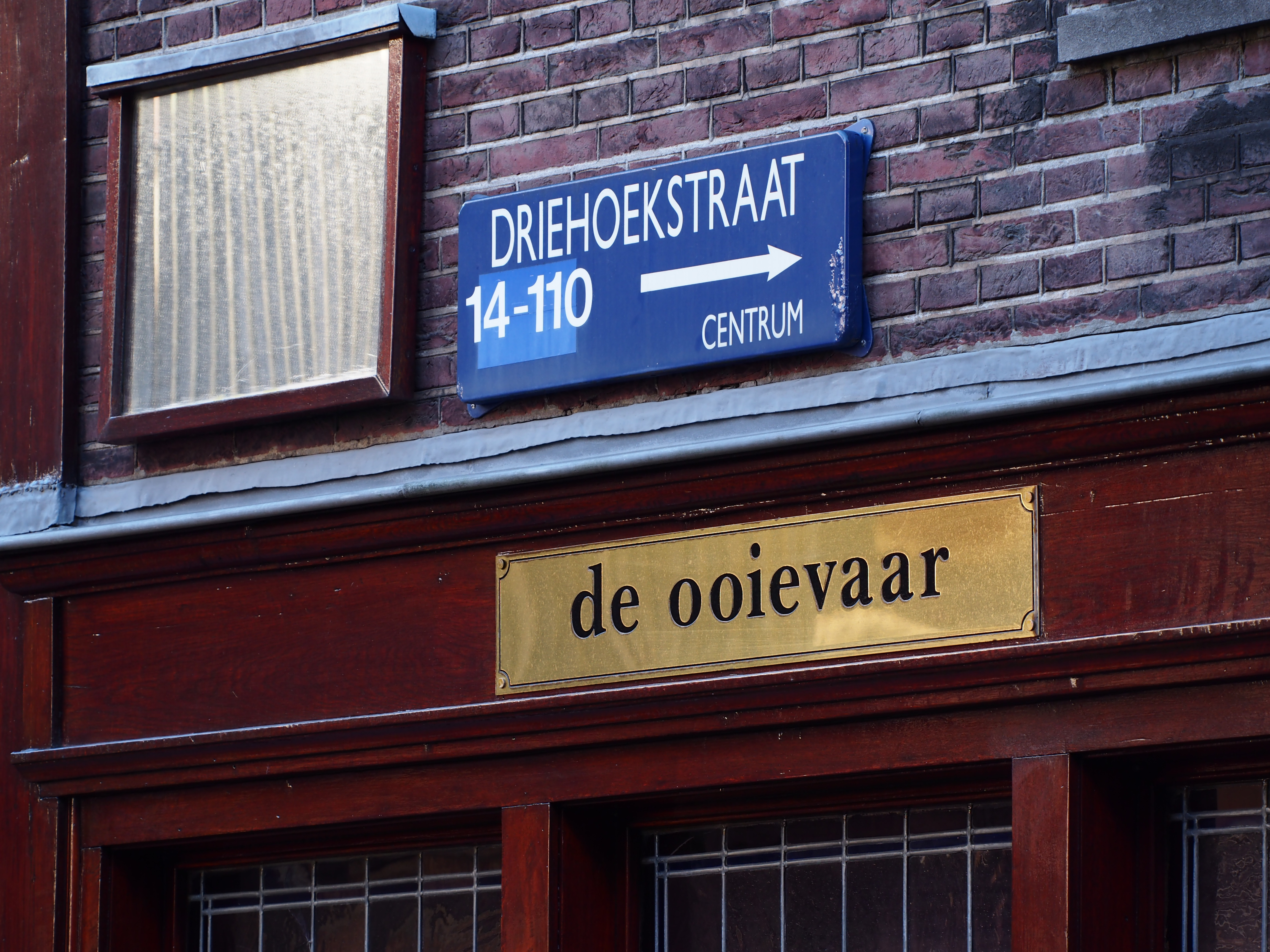
Straatnaambord Driehoekstraat en naambord distilleerderij de Ooievaar

De Driehoekstraat is een straat in de Amsterdamse Jordaan. Deze straat ligt tussen de Palmgracht, de Brouwersgracht en de Lijnbaansgracht. De straat begint bij de Palmgracht en loopt vandaar naar het noorden. Halverwege vertakt de straat zich in tweeën en loopt zowel naar links naar de Lijnbaansgracht als naar rechts naar de Brouwersgracht. De straat die uit drie korte straatjes die op elkaar uitkomen bestaat, is aangelegd in het midden van de zeventiende eeuw. De naam is ontleend aan de vorm van het gebiedje waarin de straat ligt: de driehoek bestaande uit voornoemde drie grachten.

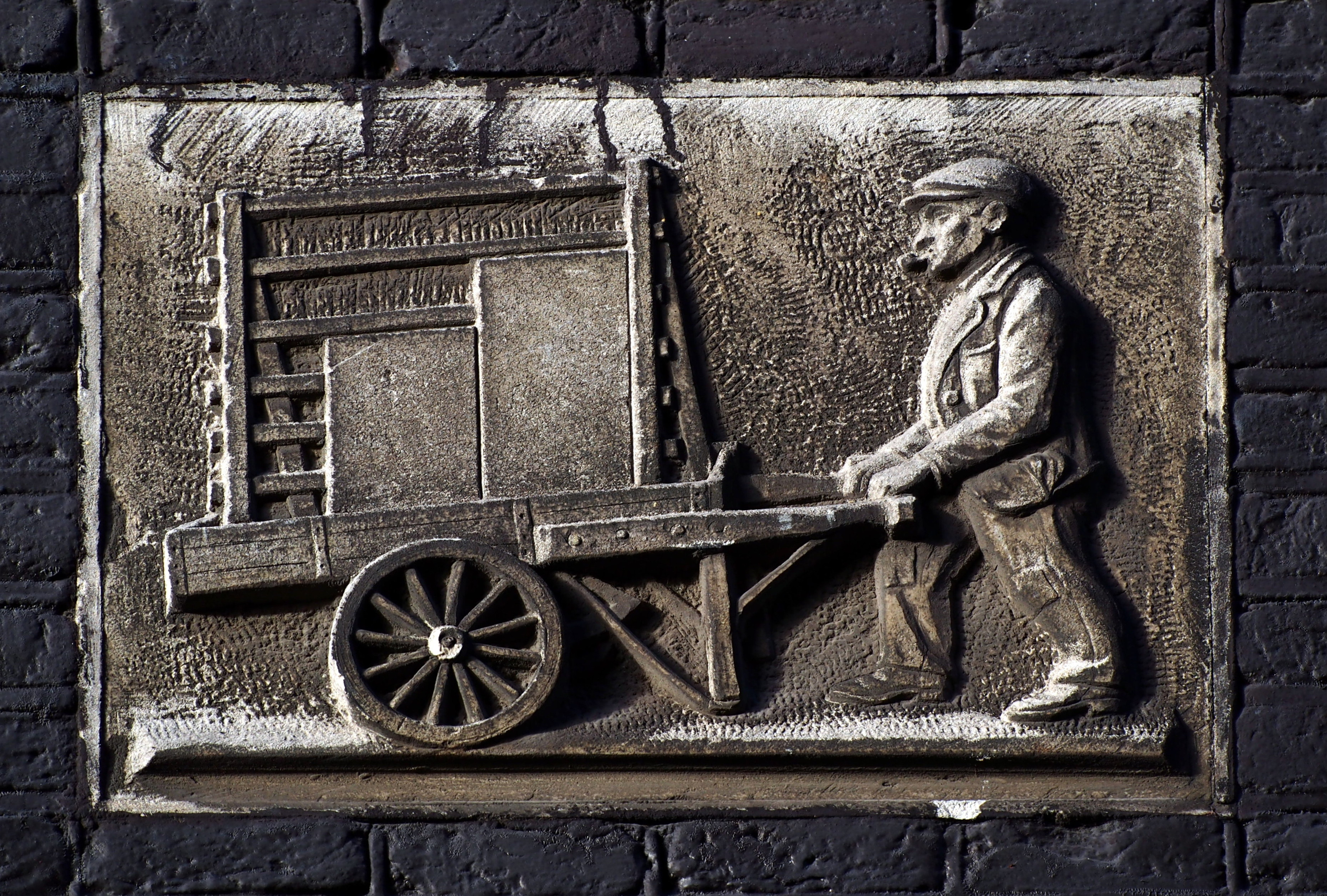
Gevelsteen Driehoekstraat, afbeelding van een man die een kar duwt

In de straat bevinden zich enkele rijksmonumenten waarvan sommige een bijzondere gevelsteen bezitten, zoals het pand van A. van Wees Distilleerderij de Ooievaar.